# ロングアイランド鉄道M1形電車
ロングアイランド鉄道M1型電車（ロングアイランドてつどうM1がたでんしゃ）はかつてロングアイランド鉄道 (LIRR) で使用されていた電車。
本項では、M1形の派生車種としてメトロノース鉄道、ならびにメトロノース鉄道の前身であるペン・セントラル鉄道向けのM1A形、ならびにM1形の細部を変更して製造されたM3形、M3形のメトロノース鉄道向けのM3A形についても記述する。

## 概要
M1型は戦後経営破綻し、1966年にメトロポリタン・トランスポーテーション・オーソリティ (Metropolitan Transportation Authority, MTA) 傘下になったLIRRが最初に導入した電車である。それまで機関車による牽引やプッシュプルによる列車ばかりだったLIRRにとって非常に画期的な車両であった。MTAはその後ペン・セントラル鉄道から現在のメトロノースにあたる部分も買い取り、M1型はMTA傘下の郊外路線を持つ会社（LIRR・メトロノース）における標準車両となって行くことになる。M1型をはじめとする車両は派生形式も含め、ザ・メトロポリタンズ (The Metropolitans) の愛称が付けられている。
車体の製造はバッド (Budd)、電装品はゼネラル・エレクトリック (General Electric, GE) が担当し、ニューヨーク市地下鉄向けに納入されていたR44型とR46型をベースに製造された。
1968年から74年にかけて770両製造されたM1形と、1971年から73年にかけて178両製造されたM1A形からなるグループと、1984年から85年にかけて電化区間の拡大により製造されたM3形・M3A形のグループに分けることが出来るが基本的に共通なためまとめて扱い、異なる部分のみ別途記述する。

## 車体外観
車体長25m級、車体幅3m級のステンレス車体でベースとなった地下鉄車両より一回り大きい。ドアの数は各車両片側2つの両開きドアで地下鉄車両に比べると少なく、日本で言う近郊形電車のような感じとなっている。先頭部分は丸みを帯びていて、これはメトロポリタン型車両の大きな特徴となっている。アメリカは鉄道も右側通行なため、運転席が右側にあるのも特徴。
カラーリングはLIRR所属車両（M1形）が黄色、メトロノース所属車両（M1A形）が青色となっている。

## 内装
車内は2+3列の固定式クロスシートが並んでいる。シートは向かい合わせではなく、集団離反式となっている。

## 運転・走行機器
M1形・M1A形
主電動機（走行用モーター）にはGE製1255A2型を採用。
M3形・M3A形
主電動機にはGE製1261型を採用。